# Ubaldo Pacchierotti
Ubaldo Pacchierotti   (Cervarese Santa Croce, 30 d'octubre de 1875 - Milà, 18 d'abril de 1916) va ser un compositor italià que va escriure diverses òperes que van ser produïdes o publicades entre 1899 i 1920.
Va escriure diverses obres, entre les que figuren les òperes:
- La làmpada (llibret de Ferdinando Fontana) (prem. Buenos Aires, 16 de desembre de 1899)
- L'albatro: leggenda nòrdica (llibret d'Alberto Colantuoni) (prem. Teatre del Verme, Milà, 1905)
- Eidelberga mia (escrit de vegades amb un signe d'exclamació), també conegut com a Alt Heidelberg, i Aidelberga Mia (llibret d'Alberto Colantuoni;
- Prem Gènova, 1908, pub Milano, Puccio, 1908)
- Il santo (llibret de Carlo Zangarini; prem. Torino, 1913, pub. Puccio 1920)